# Museu Estatal de Arte Moderna Ocidental

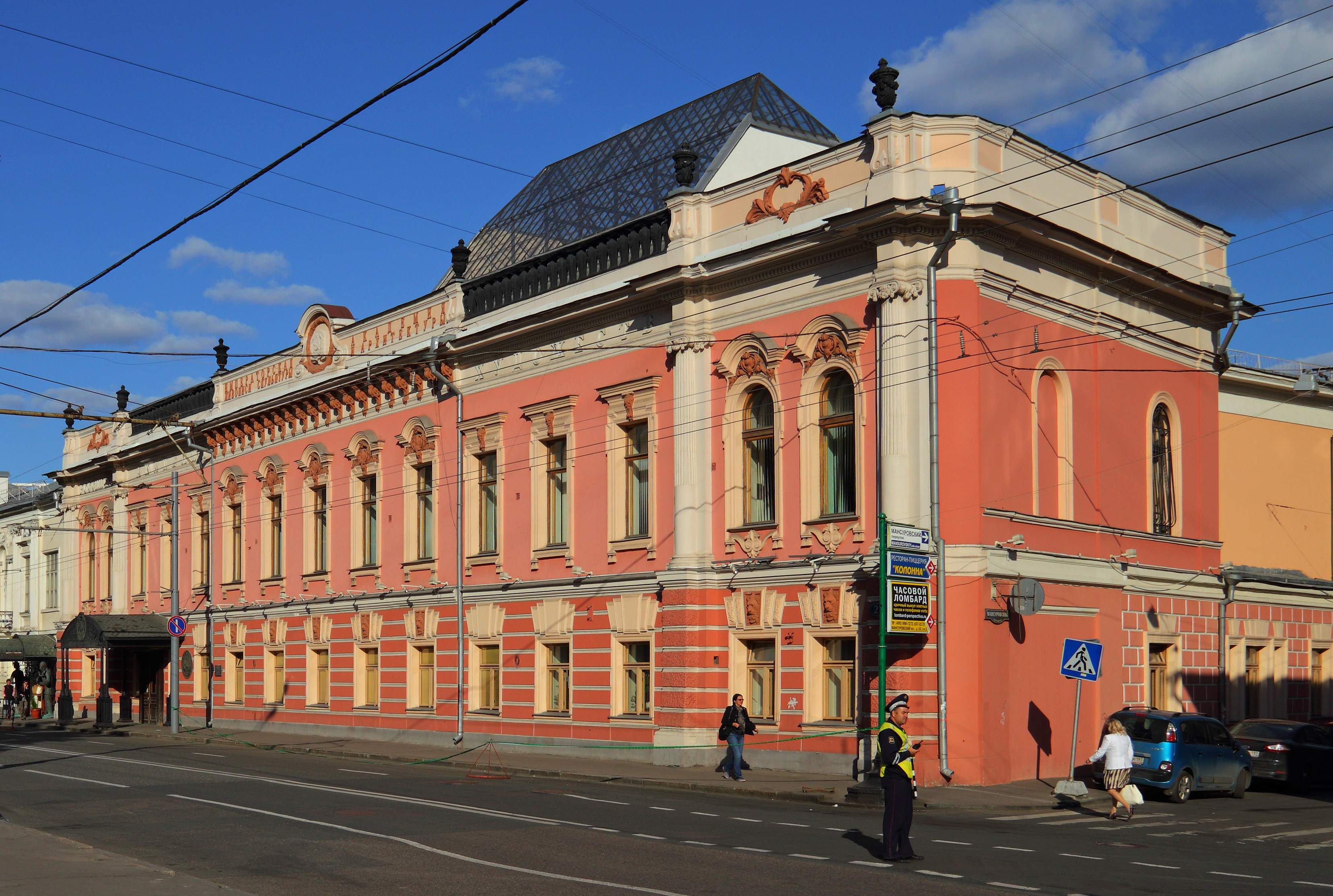
O antigo prédio do museu

O Museu Estatal de Arte Moderna Ocidental (russo - Государственный музей нового западного искусства ou de 1923 a 1948 ГМНЗИ) foi um museu em Moscovo. Teve origem na fusão dos 1.º e 2.º Museus de Pintura Moderna Ocidental em 1923. Foi baseado na colecção de pinturas montada por Sergei Schukin e Ivan Morozov. Foi encerrado a 6 de março de 1948 por Stalin e as suas obras divididas entre o Museu Hermitage em São Petersburgo e o Museu Pushkin em Moscovo.

Foi a primeira galeria de arte moderna do mundo com financiamento estatal quando foi inaugurada em 1919. Em 2013, foi relatado que o museu voltaria, mas num formato online. Encontrava-se na rua Prechistenka; em 1944, durante a Segunda Guerra Mundial, a colecção foi transferida para Novosibirsk.